# Eosentomon xishaense
Eosentomon xishaense är en urinsektsart som beskrevs av Yin 1988. Eosentomon xishaense ingår i släktet Eosentomon och familjen trakétrevfotingar. Inga underarter finns listade i Catalogue of Life.